# Chloronia gloriosoi
Chloronia gloriosoi là một loài côn trùng trong họ Corydalidae thuộc bộ Megaloptera. Loài này được Penny & Flint miêu tả năm 1982.